# The Noodles
The Noodles est un groupe de rock indépendant français, originaire d'Angers, en Maine-et-Loire. Le groupe est formé en 1985, et compte deux albums studio, Dead for Nothing (1987), et Dirty Soul (1988), avant de se séparer en 1989.

## Biographie
Le groupe se forme à Angers, en Maine-et-Loire, en octobre 1985, influencé par la vague punk de 1977. En juin 1986, le groupe enregistre avec Christophe Sourice (batteur des Thugs) leur première cassette démo. Le morceau I Wanna Be Your Blood sera diffusé sur la cassette International Fun Club, réservée aux abonnés du fanzine Rock Hardi. Le groupe commence à donner des concerts en France.
Début 1987, le label Gougnaf Mouvement, fraîchement installé à Angers, produit un 45 tours que le groupe enregistre à Londres au studio RMS et dont la production est assurée par Christophe Sourice avec l’aide de l’ingénieur du son Andy Le Vien. En décembre 1987, les Noodles retournent à Londres pour y enregistrer le mini album Dirty Soul. La sortie du disque se voit retardée à la suite du décès dans un accident de la route de Jean-Mi, le bassiste du groupe. Le disque sort finalement en 1988, le 8 novembre le titre Power man est diffusé sur la BBC dans l'émission de John Peel.
Le groupe reprend les concerts avec une nouvelle formation, mais se sépare en 1989. Par la suite, Gilles Moret et Dominique Pasquini forment le groupe The Dirty Hands.
En 2017, le label Nineteen Something (fondé par Eric Sourice des Thugs) édite une anthologie du groupe.

## Membres
- Gilles - chant
- Doumé - guitare
- Bruno - guitare
- Jean-Mi - basse
- Jeff - batterie

## Discographie
- 1987 : Dead for Nothing (Gougnaf Mouvement)
- 1988 : Dirty Soul (Gougnaf Mouvement)